# مرلي لويز
مرلي لويز (بالإنجليزية: Merle Louise)‏ هي مغنية وممثلة أمريكية، ولدت في 15 أبريل 1934 في نيويورك في الولايات المتحدة.

## وصلات خارجية
- مرلي لويز على موقع IMDb (الإنجليزية)
- مرلي لويز على موقع ميوزك برينز (الإنجليزية)
- مرلي لويز على موقع قاعدة بيانات برودواي على الإنترنت (الإنجليزية)
- مرلي لويز على موقع قاعدة بيانات برودواي على الإنترنت (الإنجليزية)
- مرلي لويز على موقع قاعدة بيانات الفيلم (الإنجليزية)